# Danh sách loạt phim truyện điện ảnh trên 20 tập
Đây là danh sách loạt phim truyện điện ảnh trên 20 tập.
Chú thích:
- (A) – Loạt phim 100% là hoạt hình
- (a) – Loạt phim phần lớn là hoạt hình và có những phần hậu truyện hoặc tiền truyện do người thật đóng
- (TV) – Được sản xuất để phát sóng trên truyền hình
- (V) – Loạt phim được phát hành qua định dạng xem video tại nhà, không ra mắt ở rạp hay chiếu trên tivi
- (*) – Gắn liền với các chương trình dài tập phát sóng trên truyền hình

## Trên 20 tập

### 21
- East Side Kids (21)
  1. East Side Kids (1940)
  2. Boys of the City (1940)
  3. That Gang of Mine (1940)
  4. Pride of the Bowery (1940)
  5. Flying Wild (1941)
  6. Spooks Run Wild (1941)
  7. Mr. Wise Guy (1942)
  8. Let's Get Tough! (1942)
  9. Smart Alecks (1942)
  10. Neath Brooklyn Bridge (1942)
  11. Kid Dynamite (1943)
  12. Clancy Street Boys (1943)
  13. Ghosts on the Loose (1943)
  14. Mr. Muggs Steps Out (1943)
  15. Million Dollar Kid (1944)
  16. Follow the Leader (1944)
  17. Block Busters (1944)
  18. Bowery Champs (1944)
  19. Docks of New York (1945)
  20. Mr. Muggs Rides Again (1945)
  21. Come Out Fighting (1945)

### 22
- James Bond (22) (Original and Reboot Series)
  1. Dr. No (1962)
  2. From Russia with Love (1963)
  3. Goldfinger (1964)
  4. Thunderball (1965)
  5. Only Live Twice (1967)
  6. Her Majesty's Secret Service (1969)
  7. Diamonds Are Forever (1971)
  8. Live and Let Die (1973)
  9. The Man with the Golden Gun (1974)
  10. The Spy Who Loved Me (1977)
  11. Moonraker (1979)
  12. For Your Eyes Only (1981)
  13. Octopussy (1983)
  14. A View to a Kill (1985)
  15. The Living Daylights (1987)
  16. Licence to Kill (1989)
  17. GoldenEye (1995)
  18. Tomorrow Never Dies (1997)
  19. The World Is Not Enough (1999)
  20. Die Another Day (2002)
  21. Casino Royale (2006) (reboot)
  22. Quantum Of Solace (2008)
- Scooby-Doo * (a)
  1. Scooby Goes Hollywood (1979) (TV)
  2. Scooby-Doo Meets the Boo Brothers (1987) (TV)
  3. Scooby-Doo and the Reluctant Werewolf (1988) (TV)
  4. Scooby-Doo and the Ghoul School (1988) (TV)
  5. Arabian Nights (1994) (TV)
  6. Scooby-Doo on Zombie Island (1998) (V)
  7. Scooby-Doo and the Witch's Ghost (1999) (V)
  8. Scooby-Doo and the Alien Invaders (2000) (V)
  9. Night of the Living Doo (2000) (TV)
  10. Scooby-Doo and the Cyber Chase (2001) (V)
  11. Scooby-Doo (2002) (live-action)
  12. Scooby-Doo and the Legend of the Vampire (2003) (V)
  13. Scooby-Doo and the Monster of Mexico (2003) (V)
  14. Scooby-Doo 2: Monsters Unleashed (2004) (live-action)
  15. Scooby-Doo and the Loch Ness Monster (2004) (V)
  16. Aloha, Scooby-Doo! (2005) (V)
  17. Scooby Doo in Where's My Mummy? (2005) (V)
  18. Scooby-Doo! Pirates Ahoy! (2006) (V)
  19. Chill Out, Scooby-Doo! (2007) (V)
  20. Scooby-Doo and the Goblin King (2008) (V)
  21. Scooby-Doo and the Samurai Sword (2009) (V)
  22. Scooby-Doo 3: The Mystery Begins (2009) (live-action)
- Taboo (22)
  1. Taboo (1980)
  2. Taboo 2 (1982)
  3. Taboo 3 - The Final Chapter (1984)
  4. Taboo 4 - The Younger Generation (1985)
  5. Taboo 5 - The Secret (1987)
  6. Taboo 6 - The Obsession (1988)
  7. Taboo 7: The Wild And The Innocent (1989)
  8. Taboo 8 (1990)
  9. Taboo 9 (1991)
  10. Taboo 10 (1992)
  11. Taboo 11 (1994)
  12. Taboo 12 (1994)
  13. Taboo 13 (1994)
  14. Taboo 14 (1995)
  15. Taboo 15 (1995)
  16. Taboo 16 (1996)
  17. Taboo 17 (1997)
  18. Taboo 18 (1998)
  19. Taboo 19 (1998)
  20. Taboo 2001: Sex Oddyseey (2002)
  21. Taboo 21 (2004)
  22. Taboo 22 (2006)

### 23
- Karl May (23)
  1. On the Brink of Paradise (1920)
  2. Caravan of Death (1920)
  3. The Devil Worshippers (1920)
  4. Through the Wasteland (1936)
  5. Die Sklavenkarawane (1958)
  6. Der Löwe von Babylon (1959)
  7. The Treasure of Silver Lake (1962)
  8. Apache Gold (1963)
  9. Old Shatterhand (1964) (còn gọi là Apaches Last Battle)
  10. The Shoot or Yellow Devil (1964)
  11. Last of the Renegades (1964)
  12. Frontier Hellcat (1964)
  13. The Treasure of the Aztecs (1965)
  14. Pyramid of the Sun God (1965)
  15. Rampage at Apache Wells (1965)
  16. The Wild Men of Kurdistan (1965)
  17. The Desperado Trail (1965)
  18. Flaming Frontier (1965)
  19. Fury of the Sabers (1965)
  20. Legacy of the Incas (1965)
  21. Half-Breed (1966)
  22. Thunder at the Border (1966)
  23. Winnetou and Shatterhand in the Valley of Death (1968)

### 24
- The Lone Wolf *
  1. The Lone Wolf (1917)
  2. False Facts (1919)
  3. The Lone Wolf's Daughter (1919)
  4. The Lone Wolf (1924)
  5. The Lone Wolf Returns (1926)
  6. Alias the Lone Wolf (1927)
  7. The Lone Wolf's Daughter (1929)
  8. Last of the Lone Wolf (1930)
  9. Cheaters At Play (1932)
  10. The Lone Wolf Returns (1935)
  11. The Lone Wolf in Paris (1938)
  12. The Lone Wolf Spy Hunt (1939)
  13. The Lone Wolf Strikes (1940)
  14. The Lone Wolf Meets A Lady (1940)
  15. The Lone Wolf Keeps A Date (1941)
  16. The Lone Wolf Takes A Chance (1941)
  17. Secrets of the Lone Wolf (1941)
  18. Counter-Espionage (1942)
  19. One Dangerous Night (1943)
  20. Passport to Suez (1943)
  21. The Notorious Lone Wolf (1946)
  22. The Lone Wolf in Mexico (1947)
  23. The Lone Wolf in London (1947)
  24. The Lone Wolf and His Lady (1949)

### 25
- Range Busters (25)
  1. The Range Busters (1940)
  2. Trailing Double Trouble (1940)
  3. West of Pinto Basin (1940)
  4. Trail of the Silver Spurs (1941)
  5. The Kid's Last Ride (1941)
  6. Tumbledown Ranch in Arizona (1941)
  7. Wrangler's Roost (1941)
  8. Fugitive Valley (1941)
  9. Saddle Mountain Roundup (1941)
  10. Tonto Basin Outlaws (1941)
  11. Underground Rustlers (1941)
  12. Thunder River Feud (1942)
  13. Rock River Renegades (1942)
  14. Boot Hill Bandits (1942)
  15. Texas Trouble Shooters (1942)
  16. Arizona Stage Coach (1942)
  17. Texas to Bataan (1942)
  18. Trail Riders (1942)
  19. Two Fisted Justice (1943)
  20. Haunted Ranch (1943)
  21. Land of Hunted Men (1943)
  22. Cowboy Commandos (1943)
  23. Black Market Rustlers (1943)
  24. Bullets and Saddles (1943)
  25. Black Market Rustlers (1943)

### 27
- Super Sentai * (27)
  1. JAKQ Dengeki Tai (1977)
  2. JAKQ vs. Goranger (1978)
  3. Changeman the Movie (1985)
  4. Changeman: Shuttle Base in Danger! (1985)
  5. Kakuranger the Movie (1994)
  6. Super Sentai World (1994)
  7. Ohranger the Movie (1995)
  8. Ohranger vs. Kakuranger (1996)
  9. Carranger vs. Ohranger (1997)
  10. Megaranger vs. Carranger (1998)
  11. Gingaman vs. Megaranger (1999)
  12. GoGoV vs. Gingaman (2000)
  13. GoGoV: Sudden Shock! A New Warrior! (2000)
  14. GoGoV vs. Gingaman (2000)
  15. Timeranger vs. GoGoV (2001)
  16. Gaoranger: Fire Mountain Howls (2001)
  17. Gaoranger vs. Super Sentai (2001)
  18. Hurricanger Movie (2002)
  19. Hurricanger vs. Gaoranger (2002)
  20. Abaranger Deluxe (2003)
  21. Abaranger vs. Hurricanger (2004)
  22. Dekaranger the Movie: Full Blast Action (2004)
  23. Dekaranger vs. Abaranger (2005)
  24. Magiranger the Movie: The Bride Inferhia (2005)
  25. Magiranger vs. Dekaranger (2005)
  26. Boukenger the Movie: The Greatest Precious (2006)
  27. Boukenger vs. Super Sentai (2007)
- Zatoichi* (27)
  1. Zatōichi monogatari (1962)
  2. Zoku Zatōichi monogatari (1962)
  3. Shin Zatōichi monogatari (1963)
  4. Zatōichi kyōjō-tabi (1963)
  5. Zatōichi kenka-tabi (1963)
  6. Zatōichi senryō-kubi (1964)
  7. Zatōichi abare tako (1964)
  8. Zatōichi kesshō-tabi (1964)
  9. Zatōichi sekisho-yaburi (1964)
  10. Zatōichi nidan-giri (1965)
  11. Zatōichi sakate-giri (1965)
  12. Zatōichi jigoku-tabi (1965)
  13. Zatōichi no uta ga kikoeru (1966)
  14. Zatōichi umi o wataru (1966)
  15. Zatōichi tekka-tabi (1967)
  16. Zatōichi rōyaburi (1967)
  17. Zatōichi chikemuri-kaidō (1967)
  18. Zatōichi hatashijō (1968)
  19. Zatōichi kenka-daiko (1968)
  20. Zatōichi to Yōjinbō (1970)
  21. Zatōichi abare-himatsuri (1970)
  22. Shin Zatōichi: Yabure! Tōjin-ken (1971)
  23. Zatōichi goyō-tabi (1972)
  24. Shin Zatōichi monogatari: Oreta tsue (1972)
  25. Shin Zatōichi monogatari: Kasama no chimatsuri (1973)
  26. Zatōichi (1989)
  27. Zatoichi (2003)

### 28
- Blondie (28)*
  1. Blondie (1938)
  2. Blondie Meets the Boss (1939)
  3. Blondie Takes a Vacation (1939)
  4. Blondie Brings Up Baby (1939)
  5. Blondie on a Budget (1940)
  6. Blondie Has Servant Trouble (1940)
  7. Blondie Plays Cupid (1940)
  8. Blondie Goes Latin (1941)
  9. Blondie in Society (1941)
  10. Blondie Goes to College (1942)
  11. Blondie's Blessed Event (1942)
  12. Blondie for Victory (1942)
  13. It's a Great Life (1943)
  14. Footlight Glamour (1943)
  15. Leave It to Blondie (1945)
  16. Life with Blondie (1945)
  17. Blondie's Lucky Day (1946)
  18. Blondie Knows Best (1946)
  19. Blondie's Big Moment (1947)
  20. Blondie's Holiday (1947)
  21. Blondie in the Dough (1947)
  22. Blondie's Anniversary (1947)
  23. Blondie's Reward (1948)
  24. Blondie's Secret (1948)
  25. Blondie's Big Deal (1949)
  26. Blondie Hits the Jackpot (1949)
  27. Blondie's Hero (1950)
  28. Beware of Blondie (1950)

### 29
- Godzilla *** (29)
  1. Gojira (1954)
  2. Godzilla Raids Again (1955)
  3. King Kong vs. Godzilla (1962)
  4. Mothra vs. Godzilla (1964)
  5. Ghidorah, the Three-Headed Monster (1964)
  6. Invasion of Astro-Monster (1965)
  7. Ebirah, Horror of the Deep (1966)
  8. Son of Godzilla (1967)
  9. Destroy All Monsters (1968)
  10. All Monsters Attack (1969)
  11. Godzilla vs. Hedorah (1971)
  12. Godzilla vs. Gigan (1972)
  13. Godzilla vs. Megalon (1973)
  14. Godzilla vs. Mechagodzilla (1974)
  15. Terror of Mechagodzilla (1975)
  16. The Return of Godzilla (1984)
  17. Godzilla vs. Biollante (1989)
  18. Godzilla vs. King Ghidorah (1991)
  19. Godzilla vs. Mothra (1992)
  20. Godzilla vs. Mechagodzilla II (1993)
  21. Godzilla vs. SpaceGodzilla (1994)
  22. Godzilla vs. Destoroyah (1995)
  23. Godzilla 2000: Millennium (1999)
  24. Godzilla vs. Megaguirus (2000)
  25. Godzilla, Mothra and King Ghidorah: Giant Monsters All-Out Attack (2001)
  26. Godzilla Against Mechagodzilla (2002)
  27. Godzilla: Tokyo S.O.S. (2003)
  28. Godzilla: Final Wars (2004)
  29. Godzilla 3D to the MAX (2011)

### 30
- Đôrêmon (A) (29)
  1. Chú khủng long lạc loài (1980)
  2. Bí mật hành tinh màu tím (1981)
  3. Pho tượng thần khổng lồ (1982)
  4. Lâu đài dưới đáy biển (1983)
  5. Nôbita lạc vào xứ quỷ (1984)
  6. Tên độc tài vũ trụ (1985)
  7. Cuộc xâm lăng của binh đoàn rôbôt (1986)
  8. Cuộc phiêu lưu vào lòng đất (1987)
  9. Nôbita Tây du ký (1988)
  10. Chiến thắng quỷ Kamát (1989)
  11. Ngôi sao cảm (1990)
  12. Nôbita đến xứ Ba Tư (1991)
  13. Vương quốc trên mây (1992)
  14. Bí mật mê cung Buriki (1993)
  15. Ba chàng hiệp sĩ mộng mơ (1994)
  16. Lạc vào thế giới côn trùng (1995)
  17. Hành trình qua dải Ngân Hà (1996)
  18. Thành phố thú nhồi bông (1997)
  19. Cuộc phiêu lưu đến đảo giấu vàng (1998)
  20. Đi tìm miền đất mới (1999)
  21. Truyền thuyết về vua Mặt Trời Nôbita (2000)
  22. Du hành đến vương quốc loài chim (2001)
  23. Cuộc chiến ở xứ sở rôbôt (2002)
  24. Cuộc phiêu lưu đến vương quốc gió (2003)
  25. Nôbita ở vương quốc chó mèo (2004)
  26. Chú khủng long lạc loài (2006)
  27. Nôbita lạc vào xứ quỷ (2007)
  28. Nôbita và truyền thuyết Thần rừng (2008)
  29. Bí mật hành tinh màu tím (2009)
  30. Nôbita và truyền thuyết người cá khổng lồ (2010)

### 31
- Carry On * (31)
  1. Carry On Sergeant (1958)
  2. Carry On Nurse (1959)
  3. Carry On Teacher (1969)
  4. Carry On Constable (1960)
  5. Carry On Regardless (1961)
  6. Carry On Cruising (1962)
  7. Carry On Cabby (1963)
  8. Carry On Jack (1963)
  9. Carry On Spying (1964)
  10. Carry On Cleo (1964)
  11. Carry On Cowboy (1965)
  12. Carry On Screaming (1966)
  13. Don't Lose Your Head (1966)
  14. Follow That Camel (1967)
  15. Carry On Doctor (1967)
  16. Carry On Up the Khyber (1968)
  17. Carry On Camping (1969)
  18. Carry On Again Doctor (1969)
  19. Carry On Up the Jungle (1970)
  20. Carry On Loving (1970)
  21. Carry On Henry (1971)
  22. Carry On at Your Convenience (1971)
  23. Carry On Matron (1971)
  24. Carry On Abroad (1972)
  25. Carry On Girls (1973)
  26. Carry On Dick (1974)
  27. Carry On Behind (1975)
  28. Carry On England (1976)
  29. That's Carry On! (1977)
  30. Carry On Emmannuelle (1978)
  31. Carry On Columbus (1992)

### 35
- Hesokuri shacho (35)
  1. Hesokuri shacho (1956)
  2. Zoku hesokuri shacho (1956)
  3. Harikiri shacho (1956)
  4. Oshaberi shacho (1957)
  5. Shachô sandaiki (1958)
  6. Shin santô jûyaku: Tabi to onna to sake no maki (1960)
  7. Shin santô jûyaku: Ataru mo hakke no maki (1960)
  8. Sararîman Chûshingura (1960)
  9. Zoku sararîman Chushingura (1961)
  10. Shachô dochuki (1961)
  11. Zoku shachô dochuki: onna oyabun taiketsu no maki (1961)
  12. Sarariman shimizu minato (1962)
  13. Zoku sararîman shimizu minato (1962)
  14. Shachô yôkôki (1962)
  15. Zoku shachô yôkôki (1962)
  16. Shachô manyûki (1963)
  17. Shachô gaiyûki (1963)
  18. Zoku shachô manyûki (1963)
  19. Zoku shachô gaiyûki (1963)
  20. Shachô shinshiroku (1964)
  21. Zoku shachô shinshiroku (1964)
  22. Shachô ninpôchô (1965)
  23. Zoku shachô ninpôchô (1965)
  24. Shachô gyôjôki (1966)
  25. Zoku shachô gyôjôki (1966)
  26. Shachô senichiya (1967)
  27. Zoku shachô senichiya (1967)
  28. Shachô hanjôki (1968)
  29. Zoku shacho hanjôki (1968)
  30. Shachô enmachô (1969)
  31. Zoku shachô enmachô (1969)
  32. Shachô gaku ABC (1970)
  33. Zoku shachô gaku ABC (1970)
  34. Showa hito keta shachô tai futaketa shain (1971)
  35. Zoku Showa hito keta shachô tai futaketa shain: Getsu-getsu kasui moku kinkin (1971)
- Kamen Rider * (35)
  1. Go! Go! Kamen Rider (1971)
  2. Kamen Rider vs. Shocker (1972)
  3. Kamen Rider vs. Hell Ambassador (1972)
  4. Kamen Rider V3 (1973)
  5. Kamen Rider V3 vs. Destron Monsters (1973)
  6. Kamen Rider X (1974)
  7. Kamen Rider X: The Five Riders Vs. King Dark (1974)
  8. Hanuman and the Five Riders (unofficial release) (1974)
  9. Kamen Rider Stronger (1975)
  10. All Together! Seven Kamen Riders (1976)
  11. This Is Kamen Rider BLACK (1987)
  12. Kamen Rider BLACK: Hurry to Evil Island (1988)
  13. Kamen Rider BLACK: Fear! Evil Monster Mansion (1989)
  14. Kamen Rider ZO (1993)
  15. Kamen Rider J (1994)
  16. Kamen Rider World (1994)
  17. Kamen Rider Kuuga: New Year's Special (2000)
  18. Kamen Rider Kuuga: Versus the Strong Monster Go-Jiino-Da (2000)
  19. Kamen Rider Agito: Project G4 (2001)
  20. Kamen Rider Agito Special: Another New Henshin (2001)
  21. Kamen Rider Agito: Three Rider TV-kun Special (2001)
  22. Kamen Rider Ryuki: Episode Final (2002)
  23. Kamen Rider Ryuki Special: 13 Riders (2002)
  24. Kamen Rider Ryuki: Kamen Rider Ryuki Versus Kamen Rider Agito (2002)
  25. Kamen Rider 555: Paradise Lost (2003)
  26. Kamen Rider 555: The Musical (2003)
  27. Kamen Rider Blade: Missing Ace (2004)
  28. Kamen Rider Blade: Blade vs. Blade (2004)
  29. Kamen Rider Blade: New Generation (2004)
  30. Kamen Rider Hibiki and the Seven War Demons (2005)
  31. Kamen Rider Hibiki: Asumu Henshin: You Can Be An Oni Too (2005)
  32. Kamen Rider the First (2005)
  33. Kamen Rider Kabuto: God Speed Love (2006)
  34. Kamen Rider Kabuto & Gatack: Birth! Enter Hyper Gatack! (2006)
  35. Kamen Rider the Next (2007)
  36. Kamen Rider Wizard
  37. Kamen Rider Gaim
  38. Kamen Rider Decade
  39. Kamen Rider OOO
  40. Kamen Rider W

### 47
- Charlie Chan (47)
  1. The House Without a Key (1926)
  2. The Chinese Parrot (1927)
  3. Behind That Curtain (1929)
  4. The Black Camel (1931)
  5. Charlie Chan Carries On (1931)
  6. Charlie Chan's Chance (1932)
  7. Charlie Chan's Greatest Case (1933)
  8. Charlie Chan's Courage (1934)
  9. Charlie Chan in London (1934)
  10. Charlie Chan in Paris (1935)
  11. Charlie Chan in Egypt (1935)
  12. Charlie Chan in Shanghai (1935)
  13. Charlie Chan's Secret (1936)
  14. Charlie Chan at the Circus (1936)
  15. Charlie Chan at the Race Track (1936)
  16. Charlie Chan at the Opera (1936)
  17. Charlie Chan at the Olympics (1937)
  18. Charlie Chan on Broadway (1937)
  19. Charlie Chan at Monte Carlo (1938)
  20. Charlie Chan in Honolulu (1938)
  21. Charlie Chan in Reno (1939)
  22. Charlie Chan at Treasure Island (1939)
  23. City in Darkness (1939)
  24. Charlie Chan's Murder Cruise (1940)
  25. Charlie Chan at the Wax Museum (1940)
  26. Charlie Chan in Panama (1940)
  27. Murder Over New York (1940)
  28. Dead Men Tell (1941)
  29. Charlie Chan in Rio (1941)
  30. Castle in the Desert (1942)
  31. Charlie Chan in the Secret Service (1944)
  32. The Chinese Cat (1944)
  33. Meeting at Midnight (1944)
  34. The Shanghai Cobra (1945)
  35. The Red Dragon (1945)
  36. The Scarlet Clue (1945)
  37. The Jade Mask (1945)
  38. Shadows Over Chinatown (1946)
  39. Dangerous Money (1946)
  40. Dark Alibi (1946)
  41. The Trap (1946) (còn gọi là Murder at Malibu Beach)
  42. The Chinese Ring (1947)
  43. Docks of New Orleans (1948)
  44. Shanghai Chest (1948)
  45. The Golden Eye (1948)
  46. The Feathered Serpent (1948)
  47. The Sky Dragon (1949)

### 48
| - The Bowery Boys (48) 1. Live Wires (1946) 2. In Fast Company (1946) 3. Bowery Bombshell (1946) 4. Spook Busters (1946) 5. Mr. Hex (1946) 6. Hard Boiled Mahoney (1947) 7. News Hounds (1947) 8. Bowery Buckaroos (1947) 9. Angels' Alley (1948) 10. Jinx Money (1948) 11. Smuggler's Cove (1948) 12. Trouble Makers (1948) 13. Fighting Fools (1949) 14. Hold That Baby! (1949) 15. Angels in Disguise (1949) 16. Master Minds (1949) 17. Blonde Dynamite (1950) 18. Lucky Losers (1950) 19. Triple Trouble (1950) 20. Blues Busters (1950) 21. Bowery Battalion (1951) 22. Ghost Chasers (1951) 23. Let's Go Navy! (1951) 24. Crazy Over Horses (1951) 25. Hold That Line (1952) 26. Here Come the Marines (1952) 27. Feudin' Fools (1952) 28. No Holds Barred (1952) 29. Jalopy (1953) 30. Loose in London (1953) 31. Clipped Wings (1953) 32. Private Eyes (1953) 33. Paris Playboys (1954) 34. The Bowery Boys Meet the Monsters (1954) 35. Jungle Gents (1954) 36. Bowery to Bagdad (1955) 37. High Society (1955) 38. Spy Chasers (1955) 39. Jail Busters (1955) 40. Dig That Uranium (1956) 41. Crashing Las Vegas (1956) 42. Fighting Trouble (1956) 43. Hot Shots (1956) 44. Hold That Hypnotist (1957) 45. Spook Chasers (1957) 46. Looking for Danger (1957) 47. Up in Smoke (1957) 48. In the Money (1958) - Tora-san (48) 1. Otoko wa tsurai yo (1969) 2. Zoku otoko wa tsurai yo (1969) 3. Otoko wa tsurai yo: Fuuten no Tora (1970) 4. Shin otoko wa tsurai yo (1970) 5. Otoko wa tsurai yo: Boukyou hen (1970) 6. Otoko wa tsurai yo: Junjo hen (1971) 7. Otoko wa tsurai yo: Funto hen (1971) 8. Otoko wa tsurai yo: Torajiro koiuta (1971) 9. Otoko wa tsurai yo: Shibamata bojo (1972) 10. Otoko wa tsurai yo: Torajiro yumemakura (1972) 11. Otoko wa tsurai yo: Torajiro wasurenagusa (1973) 12. Otoko wa tsurai yo: Watashi no tora-san (1973) 13. Otoko wa tsurai yo: Torajiro koiyatsure (1974) 14. Otoko wa tsurai yo: Torajiro komoriuta (1974) 15. Otoko wa tsurai yo: Torajiro aiaigasa (1975) 16. Otoko wa tsurai yo: Katsushika risshihen (1975) 17. Otoko wa tsurai yo: Torajiro yuuyake koyake (1976) 18. Otoko wa tsurai yo: Torajiro junjoshishu (1976) 19. Otoko wa tsurai yo: Torajiro to tonosama (1977) 20. Otoko wa tsurai yo: Torajiro gambare! (1977) 21. Otoko wa tsurai yo: Torajiro wagamichi wo yuku (1978) 22. Otoko wa tsurai yo: Uwasa no torajiro (1978) 23. Otoko wa tsurai yo: Tonderu torajiro (1979) 24. Otoko wa tsurai yo: Torajiro haru no yume (1979) 25. Otoko wa tsurai yo: Torajiro haibisukasu no hana (1980) 26. Otoko wa tsurai yo: Torajiro kamome uta (1980) 27. Otoko wa tsurai yo: Naniwa no koino torajiro (1981) 28. Otoko wa tsurai yo: Torajiro kamifusen (1981) 29. Otoko wa tsurai yo: Torajiro ajisai no koi (1982) 30. Otoko wa tsurai yo: Hana mo arashi mo Torajiro (1982) 31. Otoko wa tsurai yo: Tabi to onna to Torajiro (1983) 32. Otoko wa tsurai yo: Kuchibue wo fuku Torajiro (1983) 33. Otoko wa tsurai yo: Yogiri ni musebu torajiro (1984) 34. Otoko wa tsurai yo: Torajiro shinjitsu ichiro (1984) 35. Otoko wa tsurai yo: Torajiro renaijuku (1985) 36. Otoko wa tsurai yo: Shibamata yori ai wo komete (1985) 37. Otoko wa tsurai yo: Shiawase no aoi tori (1986) 38. Otoko wa tsurai yo: Shiretoko bojo (1987) 39. Otoko wa tsurai yo: Torajiro monogatari (1987) 40. Otoko wa tsurai yo: Torajiro sarada kinenbi (1988) 41. Otoko wa tsurai yo: Torajiro kokoro no tabiji (1989) 42. Otoko wa tsurai yo: Boku no ojisan (1989) 43. Otoko wa tsurai yo: Torajiro no kyuujitsu (1990) 44. Otoko wa tsurai yo: Torajiro no kokuhaku (1991) 45. Otoko wa tsurai yo: Torajiro no seishun (1992) 46. Otoko wa tsurai yo: Torajiro no endan (1993) 47. Otoko wa tsurai yo: Haikei, Kuruma Torajiro sama (1994) 48. Otoko wa tsurai yo: Torajiro kurenai no hana (1995) - The Three Mesquiteers (51) 1. The Three Mesquiteers (1936) 2. Ghost Town Gold (1936) 3. Roarin' Lead (1936) 4. Riders of the Whistling Skull (1937) 5. Hit the Saddle (1937) 6. Gunsmoke Ranch (1937) 7. Come On, Cowboys ! (1937) 8. Range Defenders (1937) 9. Heart of the Rockies (1937) 10. The Trigger Trio (1937) 11. Wild Horse Rodeo (1937) 12. The Purple Vigilantes (1938) 13. Call the Mesquiteers (1938) 14. Outlaws of Sonora (1938) 15. Riders of the Black Hills (1938) 16. Heroes of the Hills (1938) 17. Pals of the Saddle (1938) 18. Overland Stage Raiders (1938) 19. Santa Fe Stampede (1938) 20. Red River Range (1938) 21. The Night Riders (1939) 22. Three Texas Steers (1939) 23. Wyoming Outlaw (1939) 24. New Frontier (1939) 25. The Kansas Terrors (1939) 26. Cowboys From Texas (1939) 27. Heroes of the Saddle (1940) 28. Pioneers of the West (1940) 29. Covered Wagon Days (1940) 30. Rocky Mountain Rangers (1940) 31. Oklahoma Renegades (1940) 32. Under Texas Skies (1940) 33. The Trail Blazers (1940) 34. Lone Star Raiders (1940) 35. Prairie Pioneers (1941) 36. Pals of the Pecos (1941) 37. Saddlemates (1941) 38. Gangs of Sonora (1941) 39. Outlaws of Cherokee Trail (1941) 40. Gauchos of El Dorado (1941) 41. West of Cimarron (1941) 42. Code of the Outlaw (1942) 43. Raiders of the Range (1942) 44. Westward Ho (1942) 45. The Phantom Plainsmen (1942) 46. Shadows On the Sage (1942) 47. Valley of Hunted Men (1942) 48. Thundering Trails (1943) 49. The Blocked Trail (1943) 50. Santa Fe Scouts (1943) 51. Riders of the Rio Grande (1943) - Hopalong Cassidy (66) 1. Hop-A-Long Cassidy (1935) (reissued as "Hopalong Cassidy Enters") 2. The Eagle's Brood (1935) 3. Bar 20 Rides Again (1935) 4. Call of the Prairie (1936) 5. Three On The Trail (1936) 6. Heart Of The West (1936) 7. Hopalong Cassidy Returns (1936) 8. Trail Dust (1936) 9. Borderland (1937) 10. Hills Of Old Wyoming (1937) 11. North Of The Rio Grande (1937) 12. Rustlers' Valley (1937) 13. Hopalong Cassidy Rides Again (1937) 14. Texas Trail (1937) 15. Partners Of The Plains (1938) 16. Cassidy Of The Bar 20 (1938) 17. Heart of Arizona (1938) 18. Bar 20 Justice (1938) 19. Pride of the West (1938) 20. In Old Mexico (1938) 21. The Frontiersmen (1938) (sometimes mistakenly listed as "The Frontiersman") 22. Sunset Trail (1939) 23. Silver On The Sage (1939) 24. The Renegade Trail (1939) 25. Range War (1939) 26. Law Of The Pampas (1939) 27. Santa Fe Marshal (1940) 28. The Showdown (1940) 29. Hidden Gold (1940) 30. Stagecoach War (1940) 31. Three Men From Texas (1940) 32. The Doomed Caravan (1941) 33. In Old Colorado (1941) 34. Border Vigilantes (1941) 35. Pirates On Horseback (1941) 36. Wide Open Town (1941) 37. Stick to Your Guns (1941) 38. Secrets of the Wasteland (1941) 39. Twilight on the Trail (1941) 40. Outlaws Of The Desert (1941) 41. Riders Of The Timberline (1941) 42. Leather Burners (1942) 43. Hoppy Serves a Writ (1942) 44. Undercover Man (1942) 45. Border Patrol (1943) 46. Lost Canyon (1943) 47. Colt Comrades (1943) 48. Bar 20 (1943) 49. False Colors (1943) 50. Riders Of The Deadline (1943) 51. Texas Masquerade (1944) 52. Lumberjack (1944) 53. Mystery Man (1944) 54. Forty Thieves (1944) 55. The Devil's Playground (1946) 56. Fool's Gold (1947) 57. Unexpected Guest (1947) 58. Dangerous Venture (1947) 59. Hoppy's Holiday (1947) 60. The Marauders (1947) 61. Silent Conflict (1948) 62. The Dead Don't Dream (1948) 63. Sinister Journey (1948) 64. Borrowed Trouble (1948) 65. False Paradise (1948) 66. Strange Gamble (1948) - Wong Fei Hung (89) 1. Huang Fei-hong zhuan: Bian feng mie zhu (1949) 2. Huang Fei-hong chuan (1949) 3. Huang Fei-hong chuan di san ji xie zhan Liuhua qiao (1950) 4. Huang Fei-hong chuan da jie ju (1951) 5. Huang Fei-hong xie ran Furong gu (1952) 6. Huang Feihong yu jiu Haichuang si shang ji (1953) 7. Huang Feihong yu jiu Haichuang si xia ji (1953) 8. Huang Fei-hong yi gun fu san ba (1953) 9. Huang Fei-hong chu shi wu ying jiao (1954) 10. Huang Fei-hong yu Lin Shi-rong (1955) 11. Huang Fei-hong chang ti jian ba (1955) 12. Huang Fei-hong Huadi chuang po (1955) 13. Huang Fei-hong wen zhen si pai lou (1955) 14. Huang Fei-hong yi jiu mai yu can (1956) 15. Huang Fei-hong yi jiu long mu miao (1956) 16. Huang Fei-hong tie ji dou wu gong (1956) 17. Huang Fei-hong xing juan hui qi lin (1956) 18. Huang Fei-hong shui di san qin Su Shulian (1956) 19. Huang Fei-hong tian hou miao jin xiang (1956) 20. Huang Fei-hong Shamian fu shen quan (1956) 21. Huang Fei-hong san hu nu biao shi (1956) 22. Huang Fei-hong qi shi hui jin long (1956) 23. Huang Fei-hong qi dou huo qi lin (1956) 24. Huang Fei-hong nu tun shi er shi (1956) 25. Huang Fei-hong long zhou duo jin (1956) 26. Huang Fei-hong huo shao Daoshatou (1956) 27. Huang Fei-hong lei tai bi wu (1956) 28. Huang Fei-hong gu si jiu qing seng (1956) 29. Huang Fei-hong Guanshan da he shou (1956) 30. Huang Fei-hong gong chuan jian ba (1956) 31. Huang Fei-hong du bei dou wu long (1956) 32. Huang Fei-hong da zhan Shuangmendi (1956) 33. Huang Fei-hong da nao hua deng (1956) 34. Huang Fei-hong da nao Foshan (1956) 35. Huang Fei-hong fu er hu (1956) 36. Huang Fei-hong heng sao Xiao Beijiang (1956) 37. Huang Fei-hong hua ting feng yun (1956) 38. Huang Fei-hong Henan yu xie zhan (1957) 39. Huang Fei-hong die xie ma an shan (1957) 40. Huang Fei-hong da po fei dao dang (1957) 41. Huang Fei-hong er long zheng zhu (1957) 42. Huang Fei-hong ye tan hei long shan (1957) 43. Huang Fei-hong xie jian su po wu (1957) 44. Huang Fei-hong tie ji dou shen ying (1958) 45. Huang Fei-hong da po Ma gu zhuang (1958) 46. Huang Fei-hong da po jin zhao zhang (1958) 47. Huang Fei-hong da nao feng huang gang (1958) 48. Huang Fei-hong long zheng hou dou (1958) 49. Huang Fei-hong lei tai dou san hu (1958) 50. Huang Fei-hong bei kun hei di yu (1959) 51. Huang Fei-hong hu peng fu hu (1959) 52. Huang Fei-hong yi guan cai hong qiao (1959) 53. Huang Fei-hong lei tai zheng ba zhan (1960) 54. Huang Fei-hong yuan da po wu hu zhen (1961) 55. Huang Fei-hong hu zhao hui qan ying (1967) 56. Huang Fei-hong wei zhen wu yang cheng (1968) 57. Huang Fei-hong xing shi du ba mei hua zhuang (1968) 58. Huang Fei-hong rou bo hei ba wang (1968) 59. Huang Fei-hong quan wang zheng ba (1968) 60. Huang Fei-hong zui da ba jin gang (1968) 61. Huang Fei-hong yu xie liu huang gu (1969) 62. Huang Fei-hong qiao duo sha yu qing (1969) 63. Huang Fei-hong hu de dou wu lang (1969) 64. Huang Fei Hong yong po lie huo zhen (1973) 65. Huang Fei-hong xiao lin quan (1974) 66. Huang Fei Hong yi qu ding cai di (1974) 67. Huang Fei-hong yu liu a cai (1976) 68. Huang fei hong si da di zi (1977) 69. Jui kuen (1978) 70. Lin shi rong (1979) 71. Huang Fei Hong yu gui jiao qi (1980) 72. Wu guan (1981) 73. Yong zhe wu ju (1981) 74. Foo gwai lit che (1986) 75. Long xing tian xia (1989) 76. Wong Fei Hung (1991) 77. Huang Fei Hong xiao zhuan (1992) 78. Huang Fei-hong xi lie zhi yi dai shi (1992) 79. Wong Fei Hung ji yi: Naam yi dong ji keung (1992) 80. Huang Fei Hong zhi nan er dang bao guo (1993) 81. Huang Fei Hong dui Huang Fei Hong (1993) 82. Huang Fei-Hong zhi gui jiao qi (1993) 83. Wong Fei Hung ji saam: Si wong jaang ba (1993) 84. Wong Fei-hung zhi sei: Wang zhe zhi feng (1993) 85. Wong Fei-hung chi tit gai dau neung gung (1993) 86. Siu nin Wong Fei Hung ji Tit Ma Lau (1993) 87. Wong Fei-hung zhi wu: Long cheng jian ba (1994) 88. Jui kuen II (1994) 89. Wong Fei-hung chi saiwik hung si (1997) |